# Al dente

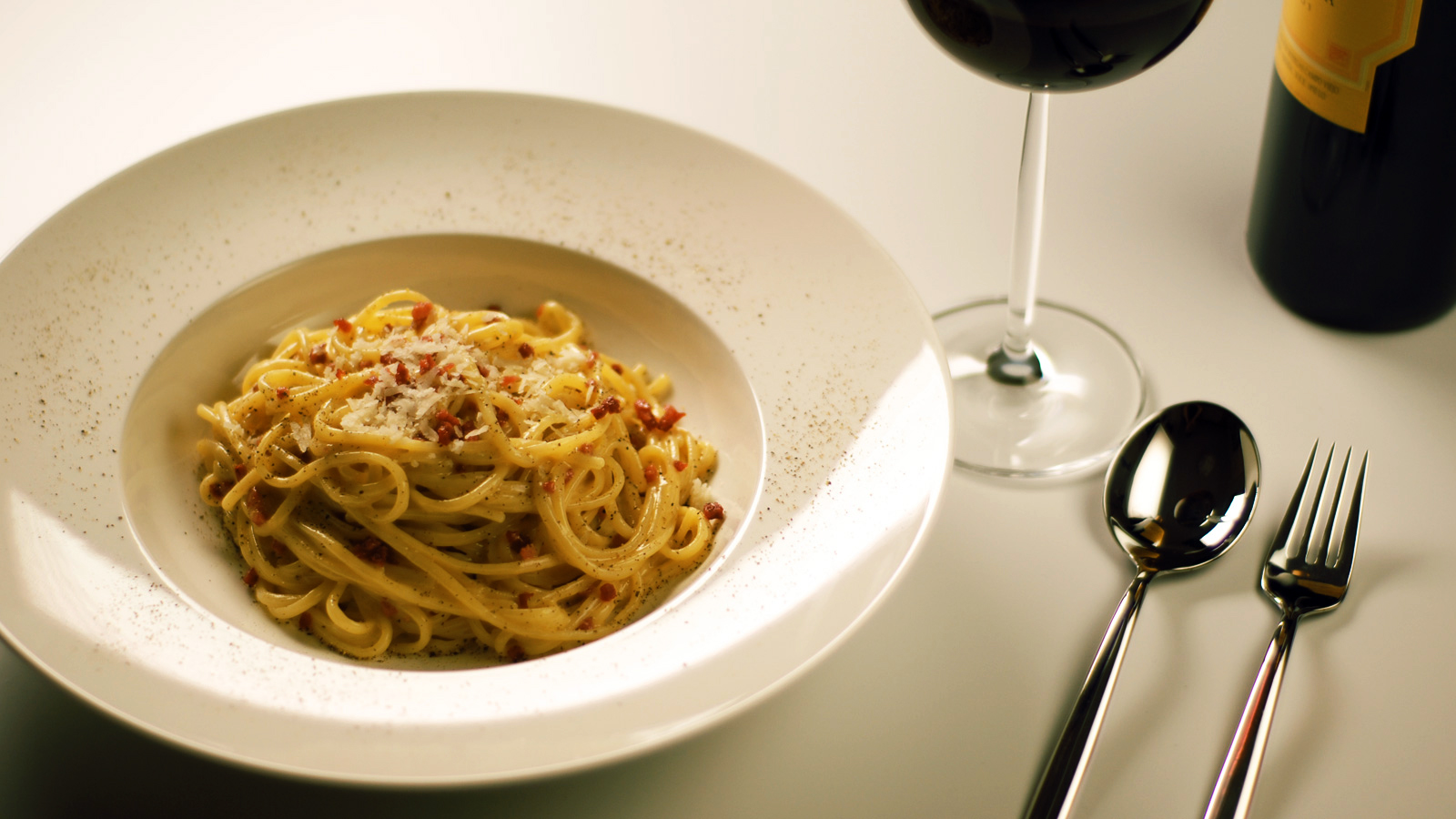
Spaghetti alla carbonara

A főzésben az al dente kifejezés azt a készültségi szintet jelenti, amikor a főtt tészta vagy rizs állaga még feszes, azaz harapása van, de már nem túl kemény, és már nem nyers.  Jelentése olaszul "fogkemény".
A kortárs olasz konyhában a kifejezés a tészta vagy rizs ideális konzisztenciáját, és rövid sütési időt jelent. A Molto al dente a kissé alul főtt tésztát jelenti.  Ezt elsősorban a professzionális vendéglátásban alkalmazzák, ahol csak előfőzik, majd egy második főzés alkalmával fejezik be az ételt, közvetlenül tálalás előtt. 
Az al dente-re főtt tészta alacsonyabb glikémiás indexű, mint a készre főtt tészta. Száraz tészta főzésekor az al dente fázis azonnal bekövetkezik, miután a tészta középső fehér része eltűnik.

## Tévhitek
A kifejezést a zöldségek főzésekor is használják, mint például a zöldbab vagy a kelbimbó. Ez azonban téves, mivel zöldségek főzésekor nem cél a teljesen puhára főzés, csupán addig a pontig főzünk, amíg nem veszítik el a zöldségek a nyers ízüket.

## Fordítás
- Ez a szócikk részben vagy egészben  az   Al dente című angol Wikipédia-szócikk ezen változatának fordításán alapul.  Az eredeti cikk szerkesztőit annak laptörténete sorolja fel. Ez a jelzés csupán a megfogalmazás eredetét és a szerzői jogokat jelzi, nem szolgál a cikkben szereplő információk forrásmegjelöléseként.